# Ronde van Sarthe
De Région Pays de la Loire Tour, tot 2023 bekend als de Ronde van de Sarthe is een Franse meerdaagse wielerwedstrijd die jaarlijks plaatsvindt. De ronde is sinds 2005 onderdeel van de UCI Europe Tour en heeft een 2.1-status in deze competitie.
De Ronde van de Sarthe werd verreden in het departement Sarthe. Met de Région Pays de la Loire Tour worden alle vijf departementen in de regio Pays de la Loire, naast Sarthe, Loire-Atlantique, Maine-et-Loire, Mayenne en Vendée aangedaan.

## Geschiedenis
De Franse journalist Fernand Bocage van de krant Le Maine libre riep de ronde in 1953 in het leven. Van 1953-1974 was het een amateurkoers, vanaf 1964 met internationale deelname. Sinds 1975 mogen ook professionele ploegen deelnemen. Bekende winnaars zijn onder andere de latere Tourwinnaars Bernard Hinault en Greg LeMond.
Van 1953-1972 werd de wedstrijd over drie dagen verreden, uitgezonderd in 1960 en 1961 toen het over twee dagen was. Vanaf 1973 werd het een vierdaagse, met uitzondering van 1974 (6 dagen) en 1975 (5 dagen).
De edities van 2020 en 2021 werden vanwege de coronapandemie niet verreden. Van 1953-1967 stond de koers eind april/begin mei op de kalender. Sinds 1968 in april, waarbij de koers langzaamaan verplaatste van eind april naar begin april zoals in de meest recente jaren.
In 2022 won Olav Kooij als eerste Nederlander deze ronde. Na een valpartij op vier kilometer van de finish in de slotrit versloeg hij Xandro Meurisse in een sprint a deux en pakte zo in extremis de leiderstrui over van Mads Pedersen.
Sinds 2024 is er ook een vrouweneditie van deze wedstrijd. Deze wordt verreden als een eendagswedstrijd, de eerste editie werd gewonnen door Michaela Drummond.

## Lijst van winnaars

### Meervoudige winnaars
| Overwinningen | Renner                   | Jaren            |
| ------------- | ------------------------ | ---------------- |
| 3             | Jean-Pierre Danguillaume | 1956, 1958, 1959 |
| 2             | Guy Grimbert             | 1967, 1968       |
| 2             | Bernard Hinault          | 1975, 1976       |
| 2             | Pascal Jules             | 1983, 1985       |
| 2             | Jean-François Bernard    | 1992, 1993       |
| 2             | Thierry Marie            | 1988, 1995       |
| 2             | Melchor Mauri            | 1997, 1998       |
| 2             | Ramūnas Navardauskas     | 2014, 2015       |

### Overwinningen per land
| Overwinningen | Land |
| ------------- | --- |
| 43            | Frankrijk |
| 7             | Sovjet-Unie |
| 5             | Spanje |
| 2             | Duitsland, Litouwen, Nederland |
| 1             | Australië, Duitse Democratische Republiek, Denemarken, Italië, Noorwegen, Polen, Rusland, Verenigd Koninkrijk, Verenigde Staten, Zweden |

## Vrouwen
De eerste editie vond in 2024 plaats en werd verreden als eendagswedstrijd. Start en finish lagen in Saumur. De Nieuw-Zeelandse Michaela Drummond sprintte uit een groep van tien rensters naar de eindzege.

### Lijst van winnaars
2005 · 
2006 · 
2007 · 
2008 · 
2009 · 
2010 · 
2011 · 
2012 · 
2013 · 
2014 · 
2015 · 
2016 · 
2017 ·
2018 ·
2019 ·
2020 ·
2021 ·
2022 ·
2023 ·
2024 ·
2025
Belangrijkste etappewedstrijden

Internationaal Wegcriterium · Driedaagse Brugge-De Panne · Ronde van de Alpen · Vierdaagse van Duinkerke · Ronde van Beieren · Ronde van Noorwegen · Ronde van België · Ronde van Luxemburg · Ronde van Oostenrijk · Ronde van Wallonië · Ronde van Burgos · Ronde van Denemarken · Arctic Race of Norway · Ronde van Groot-Brittannië
Belangrijkste eendaagse wedstrijden

Trofeo Laigueglia · GP Lugano · GP Nobili Rubinetterie · Dwars door Vlaanderen · Scheldeprijs · Brabantse Pijl · GP Kanton Aargau · Brussels Cycling Classic · GP Fourmies · Primus Classic Impanis-Van Petegem · Ronde van de Drie Valleien · Milaan-Turijn · Ronde van Piemonte · Ronde van het Münsterland · Ronde van Emilia · Parijs-Tours · GP Bruno Beghelli